# Max Rooses

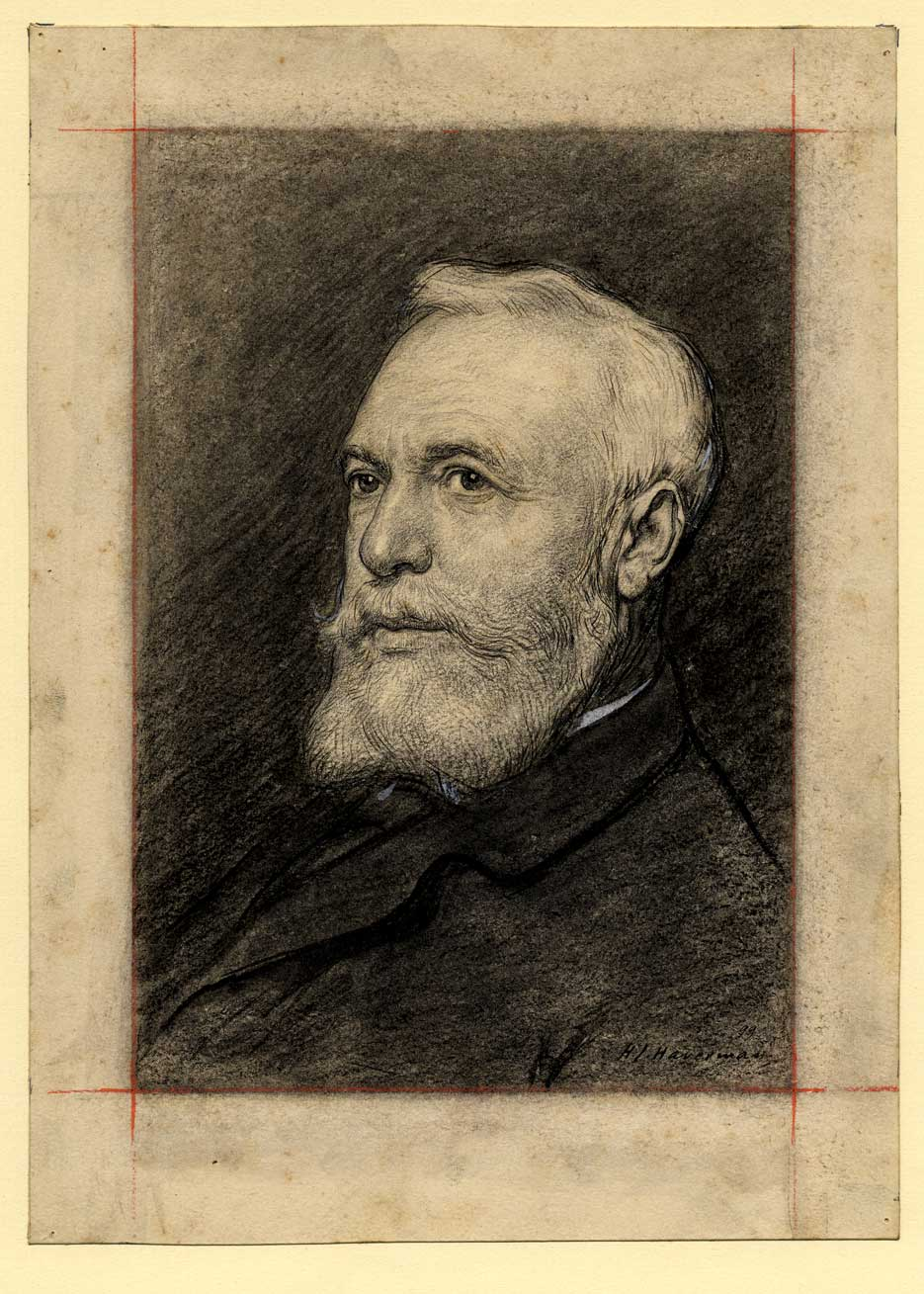
Max Rooses, porträtiert von Hendrik Johannes Haverman, 1899

Max Rooses (* 10. Februar 1839 in Antwerpen; † 15. Juli 1914 ebenda) war ein belgischer Kunsthistoriker und Literaturkritiker.

## Leben und Werk
Max Rooses ging bis 1858 in seiner Heimatstadt Antwerpen zur Schule, studierte dann Philosophie und Literatur an der Universität Lüttich und besuchte anschließend von 1860 bis 1864 das königliche Athenäum in Antwerpen. Noch während letztgenannten Studiums promovierte er 1863 an der Universität Lüttich in Literatur. Ab 1864 lehrte er Niederländische Sprache und Literatur am Athenäum von Namur sowie ab 1866 an jenem von Gent. Am 8. Juli 1876 wurde er zum Konservator des im folgenden Jahr eröffneten Plantin-Moretus-Museums in Antwerpen ernannt.
Rooses widmete u. a. dem belgischen Schriftsteller Jan Frans Willems eine Biographie (Levensschets van Jan Frans Willems, Gent 1874), war aber vor allem ein bedeutender Rubens-Forscher. Er gab Titres et portraits gravès d’après Rubens (Antwerpen 1877) heraus und beteiligte sich 1877 an der Organisation der von Henri Hymans geleiteten 300-jährigen Rubens-Ausstellung. Für sein Buch Geschiedenis der Antwerpsche schilderschool (Antwerpen 1877–79; deutsch von Franz Reber, München 1881) errang er 1879 den ersten Preis des vom Antwerpener Stadtrats ausgeschriebenen Wettbewerbs. Über den französisch-flämischen Buchdrucker und Verleger Christoph Plantin schrieb er die Monographie Christophe Plantin, le typographe anversois (Antwerpen 1882). 1889 wurde er zum Mitglied der Académie royale de Belgique gewählt.
Nachdem Rooses 1884 die Schrift Petrus Paulus Rubens en Balthasar Moretus verfasst hatte, veröffentlichte er L’œuvre de P. P. Rubens (5 Bände, Antwerpen 1886–92) und schrieb, zuerst auf Deutsch, die seine Forschungsergebnisse zusammenfassende Monographie Rubens’  Leben und Werke (1890), die 1903 auch in französischen und niederländischen Editionen erschien. Nach dem Tod von Charles-Louis Ruelens (1890) wurde er mit der weiteren Herausgabe der Correspondance de Rubens betraut. Nach der 1899 in Antwerpen abgehaltenen Ausstellung von Gemälden von Anthonis van Dyck publizierte Rooses eine Biographie dieses Künstlers, die auch Abbildungen von dessen Werken enthält (Vijftig meesterwerken van Antoon van Dijck, Amsterdam 1900). In der Studie Jacob Jordaens’ leven en werken (Antwerpen 1906; deutsch Stuttgart 1906) suchte er eine Neuwertung des Werkes dieses flämischen Malers vorzulegen. In seinem Buch Flandre (Paris 1913) gab er eine Übersicht über die Geschichte der flämischen Kunst. Anfang 1914 zog er sich zurück und starb kurz darauf im Alter von 75 Jahren in seiner Heimatstadt.